# Gran Premi de Rússia
El Gran Premi de Rússia —Гран-при России en rus— és una carrera d'automobilisme celebrada per primera vegada breument durant la dècada de 1910 a la ciutat de Sant Petersburg. Pel 100º aniversari de l'últim Gran Premi de Rússia, el Gran Premi de Rússia es tornà a disputar, aquesta vegada com a prova vàlida per al |Campionat del Món de Fórmula 1, essent inclosa en la temporada 2014. Bernie Ecclestone, després de diverses dècades d'intentar tornar a establir la carrera, i el cap de Tecnologies per al Desenvolupament Compartit amb el Centre Mikhaïl Kapirulin en el krai de Krasnodar, Rússia, van signar oficialment un contracte amb l'assistent del primer ministre rus, Vladímir Putin, per a una carrera que se celebrarà en el Black Sea Resort de la ciutat de Sotxi, en el mateix lloc que va albergar la seu per a la realització dels Jocs Olímpics d'hivern de Sochi 2014.

## Antecedents

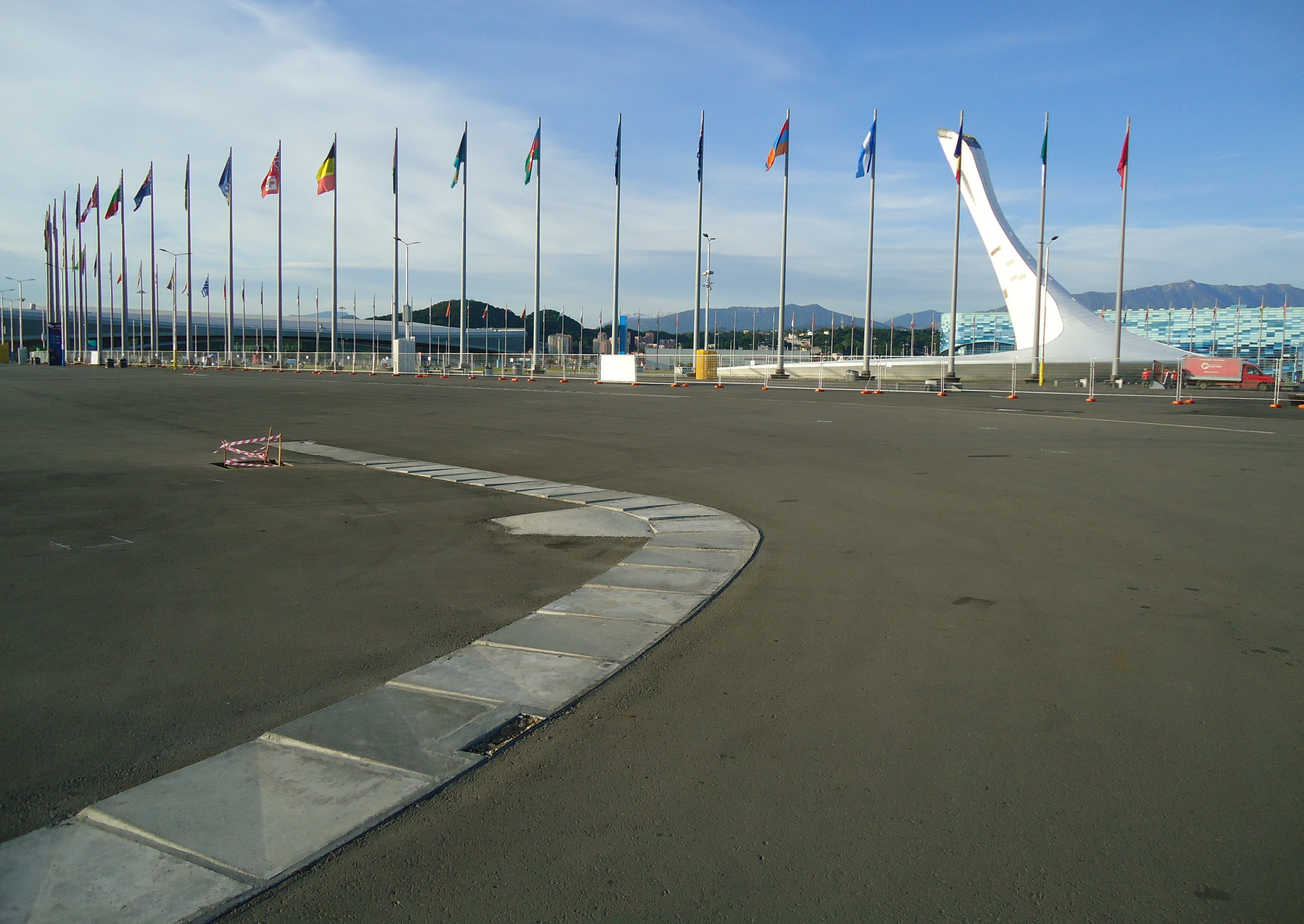
Una de les corbes del circuit.

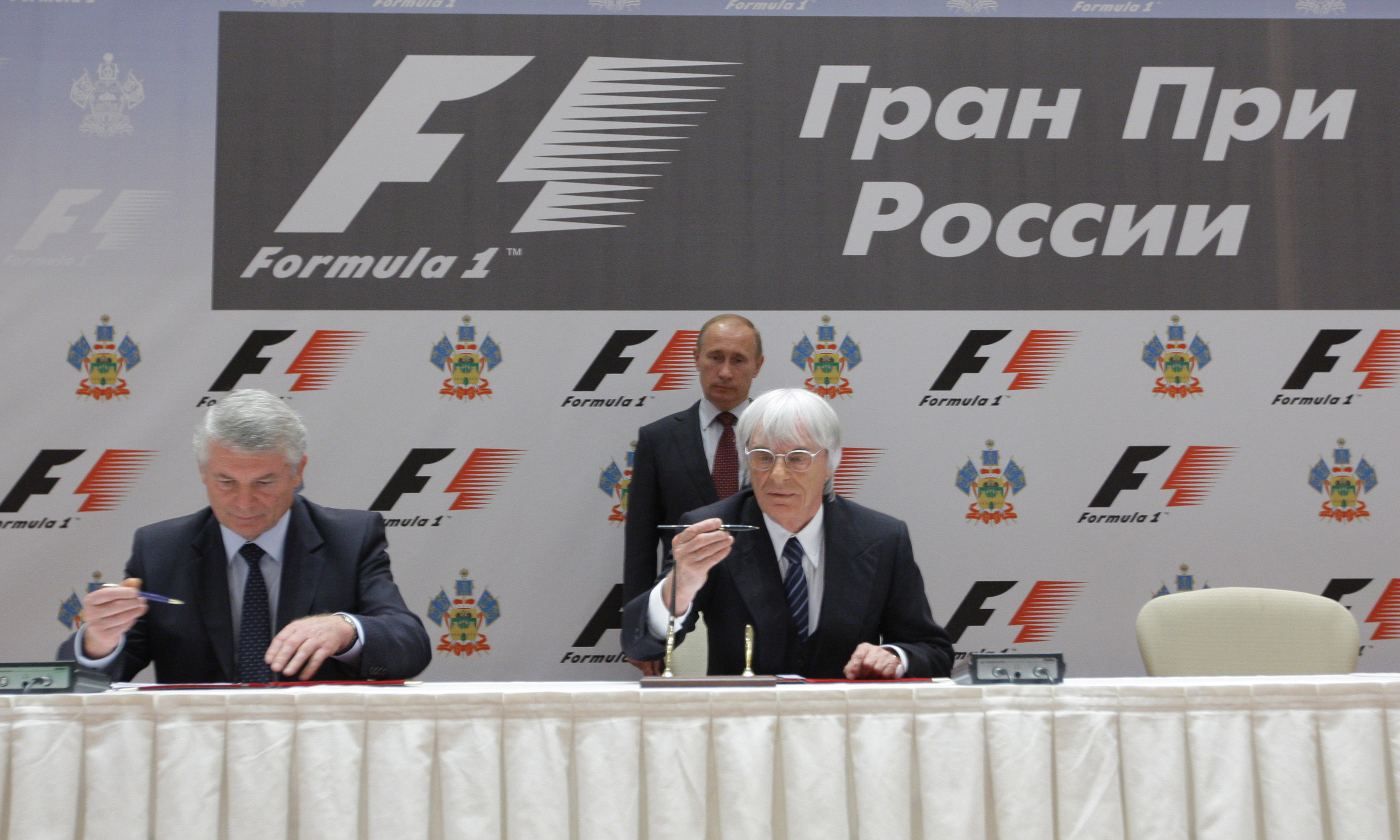
Reunió del comitè de la Fórmula 1 confirmant la celebració de la carrera a Rússia.

La celebració del Gran Premi rus es va realitzar en dues ocasions, en 1913 i 1914 en un circuit organitzat a la ciutat de Sant Petersburg. La primera carrera va ser guanyada pel pilot rus G. Surovin, mentre que l'alemany Willy Scholl guanyaria l'esdeveniment de 1914. La carrera va ser abandonada després de l'esclat de la Primera Guerra Mundial i la Guerra Civil Russa, i no es va tornar a disputar amb el sorgiment de la Unió Soviètica.
Els plans per a un Gran Premi a Rússia van sorgir en la dècada de 1980, amb un circuit proposat a la ciutat de Moscou executant-se sota el títol de Gran Premi de la Unió Soviètica. La carrera va ser inclosa en un calendari provisional per la temporada 1983, però les traves burocràtiques van impedir que el Gran Premi es dugués a terme. De fet, Hongria va ser el primer país comunista a organitzar una carrera, quan aquesta es va unir al calendari l'any 1986.

## Gran Premi de Rússia avui
L'any 2001, Vladímir Putin, qui llavors era el president de Rússia, havia expressat el seu suport personal al projecte del "anell Pulkovskoie" prop de l'aeroport de Pulkovo, però la carrera mai es va convertir en realitat. Un altre intent l'any 2003, amb el consell de Moscou, l'aprovació d'un projecte per construir una pista a la zona de Molzhaninovski en el Districte Nord de Moscou, que es coneixeria com a Nagatino Island. El projecte va ser abandonat després d'una disputa sobre el contracte comercial. Al setembre de 2008, es va revelar que el treball anava a començar-se en un circuit de Fórmula 1 que se situaria a la ciutat de Fediukino, districte de Volokolamski de l'óblast de Moscou, aproximadament a 77 quilòmetres de distància de Moscou, sent dissenyat per Hermann Tilke. Coneguda llavors com la "pista de carreres de Moscou", la pista va ser dissenyada per albergar carreres tant la Fórmula 1 i la Moto GP.
Vitali Petrov es va convertir en el primer rus pilot de Fórmula 1 en 2010, quan es va unir a l'equip Renault, addicionant-li un nou impuls al projecte. Bernie Ecclestone va expressar el seu desig de veure la Fórmula 1 en el seu viatge a Rússia en un circuit en o a prop a Moscou o a la ciutat balneari de Sochi, i que més tard va assegurar els drets per organitzar aquesta carrera. Els plans van ser donats a conèixer que seria un circuit de 5,5 quilòmetres al voltant de la Vila Olímpica on es van disputar els Jocs Olímpics d'Hivern de Sochi 2014, a la costa del Mar Negre, fent un acord en el lloc per albergar-la durant set anys, des de 2014 a 2020.
El 2016 es va canviar la data habitual (octubre) en la que es feia la cursa; on es tancava la gira asiàtica i es va posar a l'inici de temporada amb la primera part de curses en territori europeu.
Després de les edicions de 2016 i 2017, el Gran Premi torna a formar part de la gira asiàtica al 2018 quan desapareix el Gran Premi de Malàisia.
En el 2023 s'havia de canviar el Gran Premi de localització, passant de Sochi a un circuit a prop de Sant Petersburg, a l'Igora Drive.
Tot va canviar, degut a les sancions al país després de la invasió russa d'Ucraïna de 2022. El contracte es va trencar i no es disputaran més edicions d'aquest gran premi.

## Guanyadors del Gran Premi de Rússia
Els esdeveniments celebrats que no van formar part del Campionat Mundial de Fórmula 1 s'indiquen en fons de color Rosa:
| Any         | Pilot              | Equip              | Circuit            | Resultats          |                    |
| ----------- | ------------------ | ------------------ | ------------------ | ------------------ | ------------------ |
| 1913        | Georgy Suvorin     | Mercedes-Benz      | Sant Petersburg    | Resultats          |                    |
| 1914        | Willy Schöll       | Mercedes-Benz      | Sant Petersburg    | Resultats          |                    |
| 1915 - 2013 | No es va disputar. | No es va disputar. | No es va disputar. | No es va disputar. | No es va disputar. |
| 2014        | Lewis Hamilton     | Mercedes           | Sochi              | Resultats          |                    |
| 2015        | Lewis Hamilton     | Mercedes           | Sochi              | Resultats          |                    |
| 2016        | Nico Rosberg       | Mercedes           | Sochi              | Resultats          |                    |
| 2017        | Valtteri Bottas    | Mercedes           | Sochi              | Resultats          |                    |
| 2018        | Lewis Hamilton     | Mercedes           | Sochi              |                    |                    |
| 2019        | Lewis Hamilton     | Mercedes           | Sochi              |                    |                    |
| 2020        | Valtteri Bottas    | Mercedes           | Sochi              | Resultats          |                    |
| 2021        | Lewis Hamilton     | Mercedes           | Sochi              | Resultats          |                    |